# Rhysogaster implicata
Rhysogaster implicata är en tvåvingeart som beskrevs av Aldrich 1927. Rhysogaster implicata ingår i släktet Rhysogaster och familjen kulflugor.
Artens utbredningsområde är Filippinerna. Inga underarter finns listade i Catalogue of Life.